# دراهوبودیتسه

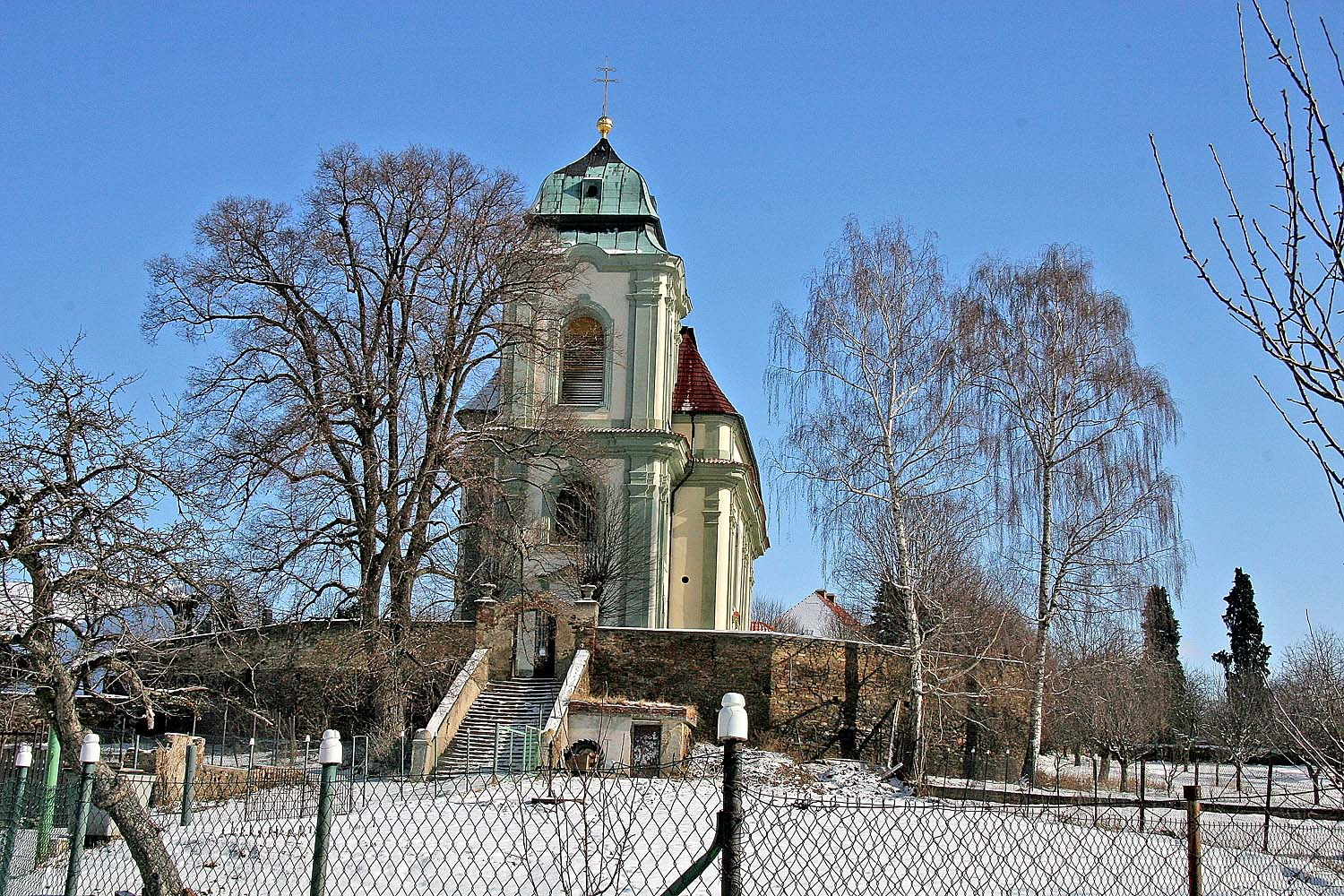
دراهوبودیتسه

دراهوبودیتسه (به چکی: Drahobudice) یک منطقهٔ مسکونی در جمهوری چک است که در ناحیه کولین واقع شده‌است.